# Бугимен (фильм, 2018)
«Бугимен» (фр. Achoura) — франко-марокканский фильм ужасов режиссёра Талала Сельхами. Премьера в мире — 8 декабря 2018 года. Премьера в Росcии — 8 июля 2021 года. Слоган «Страх из детства возвращается».

## Сюжет
Спустя два десятилетия после страшной и таинственной трагедии один из друзей возвращается в родные места, заставляя остальных приятелей вспомнить все кошмары детства, заставляя их противостоять существу прямиком из леденящей кровь марокканской легенды.

## В ролях
- София Мануша — Надя
- Юн Буаб — Али
- Омар Лотфи — Самир
- Иван Гонсалес — Стефан
- Мусса Мааскри — хранитель
- Мохамед Шуби — Маджид
- Джейд Белуэд — Надя в детстве
- Абделла Эль Юсфи — Али в детстве
- Габриэль Фракола — Стефан в детстве
- Селин Юго — Башира
- Фабьен Жегуде — Бугимен

## Награды и номинации[2]
Награды
- HARD:LINE International Film Festival — лучший фильм
- Кинофестиваль в Сиджесе — лучший фантастический фильм

Номинации
- Международный фестиваль фантастических фильмов в Невшателе — лучший европейский фантастический полнометражный фильм
- Кинофестиваль в Сиджесе — лучший фильм